# Camaridium polyanthum
Camaridium polyanthum är en orkidéart som beskrevs av Friedrich Carl Lehmann och Friedrich Fritz Wilhelm Ludwig Kraenzlin. Camaridium polyanthum ingår i släktet Camaridium och familjen orkidéer. Inga underarter finns listade i Catalogue of Life.